# Nitrozóniumion
A nitrozóniumion NO+ képletű, egyszeresen pozitív töltésű kation, melyben a nitrogénatom hármas kötéssel kapcsolódik az oxigénatomhoz. Ezt az iont rendszerint az alábbi sói formájában nyerik:  NOClO4, NOSO4H (nitrozilkénsav, szemléletesebben írva ONSO3OH) és NOBF4.  A ClO−4- és a BF−4-sók CH3CN-ben kissé oldódnak. A NOBF4 200–250 °C hőmérsékleten és 0,01 Hgmm nyomáson történő szublimáltatással tisztítható.
A NO+ izoelektronos a CO és N2 molekulákkal. A salétromossav protonálódásával keletkezik:
HONO  +  H+ ⇌   NO+  +  H2O

## Kémiai tulajdonságai

### Hidrolízis
Vízzel készségesen reagálva salétromossavat alkot:
NOBF4  +  H2O  →  HONO  +  HBF4
A NOBF4 emiatt víztől, sőt párás levegőtől is védve tárolandó. Bázissal történő reakcióban nitritek keletkeznek:
NOBF4  +  2 NaOH  →  NaNO2  +  NaBF4  +  H2O

### Diazotálószer
Aromás aminokkal (ArNH2) ArN+2 képletű diazóniumsókat képez. A diazocsoport (az aminocsoporttal ellentétben) számos nukleofillel könnyen helyettesíthető.

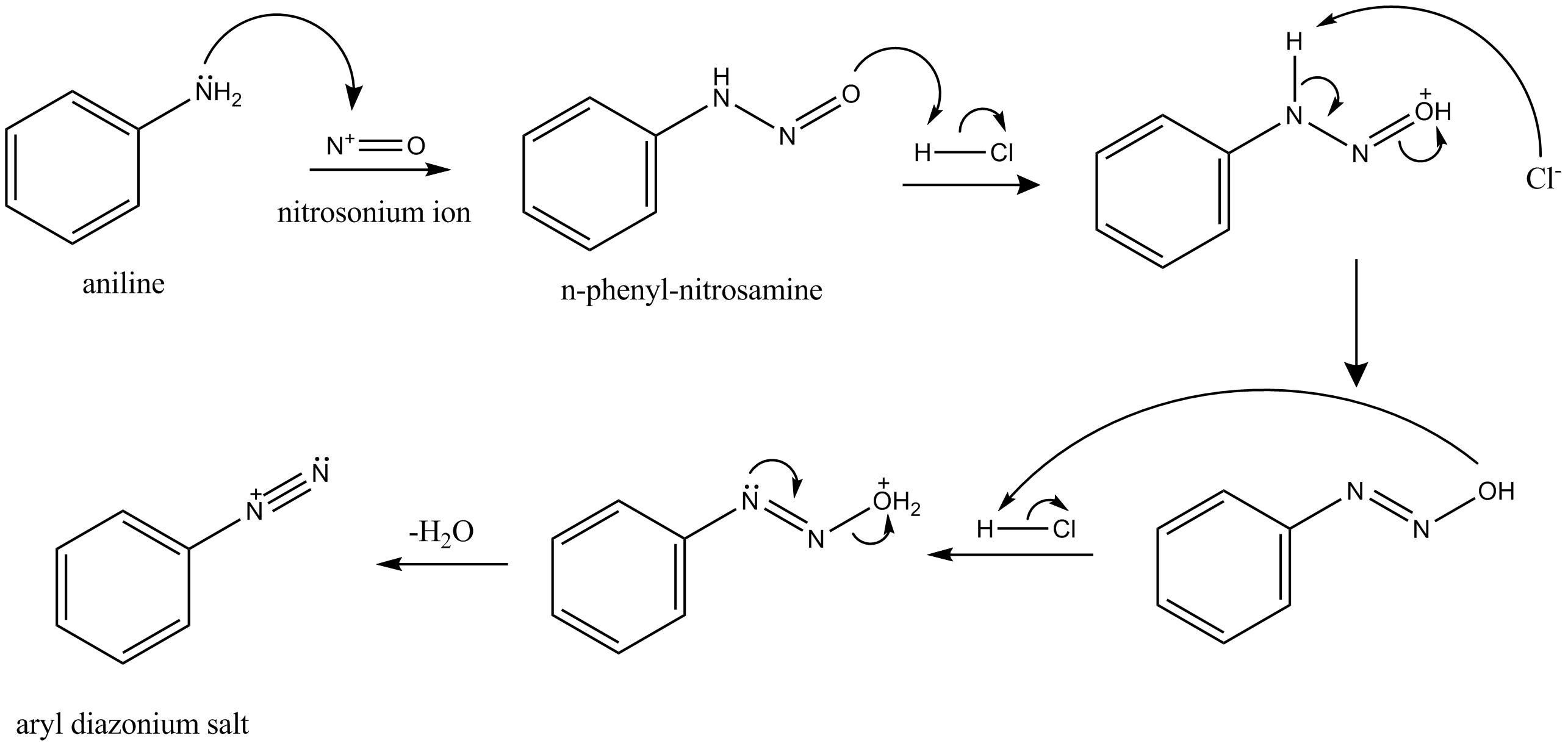
Anilin és nitrozóniumion reakciója, termékként diazóniumsó keletkezik

### Oxidálószerként
A NO+ – pl. NOBF4 formájában – erős oxidálószer:
- ferrocén/ferrocéniummal szemben CH2Cl2 oldatban a [NO]+ redoxipotenciálja 1,00 V (kalomelelektródhoz képest 1,46–1,48 V)
- ferrocén/ferrocéniummal szemben CH3CN oldatban a [NO]+ redoxipotenciálja 0,87 V (kalomelelektródhoz képest 1,27–1,25 V)

A NOBF4 kényelmesen használható oxidálószer, mivel melléktermékként NO gáz keletkezik, mely a reakcióelegyből N2-árammal eltávolítható. Levegővel érintkezve a NO-ból NO2 keletkezik, ami – ha nem távolítják el – másodlagos reakciókat okozhat. A NO2 könnyen észrevehető jellegzetes barnás színéről.

### Aromás vegyületek nitrozálása
Az elektronban gazdag aromás vegyületek NOBF4-tal nitrozálhatók. Ilyen például az anilin reakciója:
CH3OC6H5  +  NOBF4  →  CH3OC6H4-4-NO  +  HBF4

### NO-komplexek
A NOBF4 egyes fém-karbonil komplexekkel a megfelelő fém-nitrozil komplexek keletkezése közben reagál.
(C6Et6)Cr(CO)3  +  NOBF4  → [(C6Et6)Cr(CO)2(NO)]BF4  +  CO

## Fordítás
Ez a szócikk részben vagy egészben  a   Nitrosonium című angol Wikipédia-szócikk ezen változatának fordításán alapul.  Az eredeti cikk szerkesztőit annak laptörténete sorolja fel. Ez a jelzés csupán a megfogalmazás eredetét és a szerzői jogokat jelzi, nem szolgál a cikkben szereplő információk forrásmegjelöléseként.